# France équinoxiale

Blason proposé au jeune Louis XIII pour son « nouveau royaume » de la « France équinoctiale », le soleil y brillant toute l'année, avec la devise Indis sol splendet, splendescunt lilia Gallis (Resplendit le soleil d'Inde, fleurissent les lys de France).

France équinoxiale est le nom donné au projet de colonisation conduit par la France au XVIIe siècle en Amérique du Sud dans les régions proches de l'équateur, entreprise qui aboutit à la création de la Guyane. Le terme « équinoxiale » renvoie à la durée égale du jour et de la nuit, phénomène qui sous ces latitudes se prolonge tout au long de l'année. La première « France équinoxiale » (dans une province de l'actuel Brésil, donc hors Guyane) dure de 1612 à 1615, jusqu'à l'arrivée des forces portugaises.

## Présentation
L'histoire de la France équinoxiale commence en 1612, quand une expédition française part de Cancale, en Bretagne, sous le commandement de Daniel de La Touche, seigneur de la Ravardière et de l'amiral François de Razilly. Avec cinq cents colons à son bord, elle aborde sur la côte nord de ce qui est aujourd'hui l'État du Maranhão, au Brésil. Cette région est déjà fréquentée par des marchands français au XVIe siècle qu'ils appelaient Maragnan. Daniel de La Touche a découvert cette région en 1604, mais la mort d'Henri IV en 1610 a reporté le lancement du projet de colonisation. 
À la différence de la France antarctique, cette entreprise coloniale n'est pas motivée par la volonté d'échapper aux persécutions religieuses.
Les colons fondent un village, qu'on appelle Saint-Louis en l'honneur du roi Louis XIIIet le port de Sainte-Marie, en hommage à Marie de Médicis, la reine-mère, qui assurait alors la régence de Louis XIII. Le village devient São Luís après sa prise par les Portugais, seule capitale d'État du Brésil à n'avoir pas été fondée par les Portugais ou les Brésiliens — si on ne veut pas considérer Fort Coligny comme le premier établissement européen de Rio de Janeiro.
Le 8 septembre, les quatre frères capucins, choisis par leur ordre pour accompagner l'expédition et évangéliser les Indiens du Brésil, célèbrent leur première messe sur le sol américain, et les soldats commencent à en construire des fortifications. 
La colonie ne subsiste pas longtemps. Les Portugais rassemblent une armée dans l'État du Pernambouc, qui chasse les colons français en 1615, moins de quatre ans après leur arrivée. Quelques années plus tard, des colons portugais arrivent en grand nombre, et São Luís commence à grandir peu à peu, avec une économie reposant sur les plantations de canne à sucre.
L'expédition de La Touche et Razilly est retracée dans les deux livres de Claude d'Abbeville et Simon Michellet, en religion Yves d’Évreux, deux de ces capucins.  Le premier publie, à son retour en 1614, l'Histoire de la mission des pères Capucins en l'Isle de Maragnan et terres circonvoisines…, qui relate l'échec colonial du Maranhão. Le second y donne un an plus tard une suite : la Svitte de l'histoire des choses plvs memorables aduenuës en Maragan, és annees 1613. & 1614.
Des marchands et des colons français tentent à nouveau d'établir une France équinoxiale plus au nord, dans ce qui est aujourd'hui la Guyane française, en 1626, 1635 (date à laquelle est fondée Cayenne) et 1643.  La Compagnie de la France équinoxiale est fondée à deux reprises, en 1643 et 1645, mais sans grand succès. C'est seulement après 1674, lorsque la colonie passe sous le contrôle direct de la couronne de France et qu'un gouverneur est nommé, que la France équinoxiale devient une réalité.
Le nom de « France équinoxiale » a aussi été donné en 1763-1764 à la colonie de Kourou, en Guyane, menée à la demande de Choiseul, par le chevalier Turgot, Jean-Baptiste Thibault de Chanvalon et Préfontaine, mais celle-ci s'est terminée par un désastre.